# Amr-Bil-Ma'rūf
Amr-Bil-Ma'rūf (ar. امر بالمعروف) är ett begrepp inom shiariktningen av islam som innebär att den rättrogne ska uppmana andra människor till goda handlingar.